# 13 (film)
Pour les articles homonymes, voir 13 (homonymie).
Pour plus de détails, voir Fiche technique et Distribution.
13 est un film américain du réalisateur géorgien Gela Babluani. C'est un remake de son propre film 13 Tzameti sorti en 2005.
Le film a eu de nombreux problèmes de distribution. Il n'est sorti en salles que dans quelques pays seulement en 2010, avant de sortir en DVD aux États-Unis en novembre 2011.

## Synopsis
Vince, un jeune homme naïf, assume l'identité d'un homme mort et se retrouve en proie à un monde souterrain de la puissance, la violence et la chance, où les hommes jouent à huis clos sur la vie des autres hommes et se retrouve embarqué dans un jeu de roulette russe….

## Fiche technique
- Titre : 13
- Réalisation : Gela Babluani
- Scénario : Gela Babluani et Greg Pruss, d'après le scénario de 13 Tzameti de Gela Babluani
- Direction artistique : Larry M. Gruber
- Musique : Marco Beltrami et Buck Sanders
- Photographie : Michael McDonough
- Montage : Gela Babluani et David Gray
- Décors : Jane Musky
- Costumes : Amy Westcott
- Production : Jeanette Buerling, Valerio Morabito et Rick Schwartz

Producteurs délégués : Anthony Callie, Michael Corso, Franck Dubarry, Brian Edwards, Alan Bernon, Anthony Gudas, Ron Hartenbaum, Caroline Jaczko, Douglas Kuber, Maggie Monteith, Myles Nestel, Eric van den Eijnden
- Sociétés de production : Barbarian Films, Overnight Films, Morabito Picture Company, Magnet Media Group, Oceana Media Finance, Number 13 et Tax Credit Finance
- Distribution :

 États-Unis : Anchor Bay Films
 Canada : VVS Films
 France : Metro (vidéo)
- Dates de sortie[1] :

 États-Unis : 28 octobre 2011 (Los Angeles)
 États-Unis : 8 novembre 2011 (DVD et Blu-ray)
 France : 13 juillet 2013 (DVD et Blu-ray)

## Distribution
- Sam Riley (VQ : Martin Watier) : Vince[3]
- Ray Winstone (VF : Paul Borne ; VQ : Manuel Tadros) : Ronald Lynn Bagges
- Alexander Skarsgård (VF : Nicolas Buchoux ; VQ : Frédéric Paquet) : Jack
- Jason Statham (VF : Boris Rehlinger ; VQ : Sylvain Hétu) : Jasper Bagges
- Mickey Rourke (VF : Michel Vigné ; VQ : Benoit Rousseau) : Jefferson
- David Zayas (VQ : Denis Roy) : Inspecteur Larry Mullane
- Emmanuelle Chriqui (VF : Lucille Boudonnat ; VQ : Camille Cyr-Desmarais) : Aileen
- Ben Gazzara (VQ : Vincent Davy) : Schlondorff
- Michael Shannon (VF : David Krüger ; VQ : Marc-André Bélanger) : Henry (l'arbitre sur le ring)
- 50 Cent (VF : Raphaël Cohen ; VQ : Jean-François Beaupré) : Jimmy
- Gaby Hoffmann : Clara Ferro
- Chuck Zito : Ted
- Don Frye : l'entraîneur sur le ring
- Anthony Chisholm : M. Gomez
- John Bedford Lloyd : Mark

## Production

### Casting
Ray Liotta devait à l'origine incarner l'inspecteur Larry Mullane. Mais c'est finalement David Zayas qui a obtenu le rôle.

### Tournage
Le tournage a débuté le 17 novembre 2008 et s'est déroulé à New York et ses alentours, plus précisément à Crestwood, Fleetwood et Mount Vernon.

## Sortie
Le film a été présenté au South by Southwest Film Festival en mars 2010. Il sort ensuite dans les cinémas de pays comme l'Argentine (3 juin 2010) ou encore en Russie, au Kazakhstan et en Géorgie le 21 octobre 2010. Après une sortie limitée dans quelques salles de New York et Los Angeles, le film sort en DVD en novembre 2011. Il faudra cependant attendre l'été 2013 pour qu'il sorte en France.
Les critiques ne sont pas excellentes pour 13, qui récolte 8 % d'opinions favorables sur l'agrégateur Rotten Tomatoes, pour 13 critiques. Stephen Holden du New York Times compare le film à un « mauvais cartoon ».